# Saggio di Marsh
Il saggio di Marsh o test di Marsh, introdotto dal chimico britannico James Marsh, fornisce un semplice metodo per determinare tracce di arsenico così piccole che potrebbero sfuggire ad analisi comuni.

## Procedimento

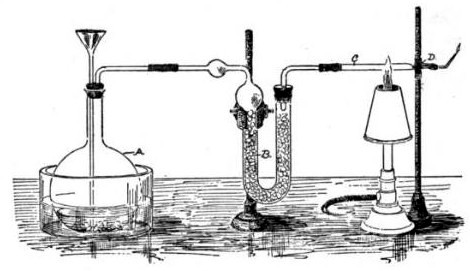
Apparecchio di Marsh
A: Palloncino
B: Tubo contenente Cloruro di Calcio
C: Tubo infusibile

Questo test, sviluppato da James Marsh nel 1836, è eseguito per mezzo di un apposito strumento, il cosiddetto "apparecchio di Marsh", costituito (vedi figura) da A) un palloncino comunicante con B) un tubo che contiene cloruro di calcio, seguito da C) un altro tubo infusibile con varie strozzature ed estremità libera a punta. Il campione da esaminare viene introdotto nel palloncino A contenente zinco granulare e acido solforico diluito, sostanze che, qualora nel campione fosse presente dell'arsenico, portano alla formazione di AsH3 (arsina), un gas.
L'arsina gassosa che eventualmente si è formata, viene raccolta nelle strutture tubolari facenti parte dello strumento d'analisi. Dapprima questo gas, insieme con l'idrogeno, passa nel tubo B contenente cloruro di calcio, affinché si secchi, da dove passa nel tubo infusibile C. Se il tubo viene riscaldato con una fiamma tra una strozzatura e l'altra, alla temperatura 250-300 °C l'arsina gassosa (AsH3) si decompone in arsenico (As) e idrogeno (H) secondo la reazione:
2 AsH3 → 2 As + 3 H2
L'arsenico si deposita nella parte fredda del tubo, sotto forma di macchia di colore nero splendente, permettendo così di confermare un eventuale caso di avvelenamento. Minuscole quantità lasciano tracce considerevoli e ciò permette di rilevare la presenza di quantità minori di 0,1 mg di arsenico o di antimonio. Anche i composti di antimonio, infatti, danno una macchia di colore nero simile a quella dell'arsenico. Le due macchie, però si distinguono in quanto quella dell'arsenico, al contrario di quella dell'antimonio, è solubile nell'ipoclorito di sodio.
Sebbene il test di Marsh sia stato largamente utilizzato verso la fine del XIX secolo e l'inizio del XX, oggigiorno analisi più sofisticate basate sull'attivazione neutronica lo hanno sostituito nelle analisi forensi.